# ヘッセン＝フィリップスタール家

ヘッセン＝フィリップスタール家の紋章（1860年頃）

ヘッセン＝フィリップスタール家（Hessen-Philippsthal）は、ドイツの旧諸侯ヘッセン家の分封領（Apanage）を授けられた分家の1つ。17世紀末にヘッセン＝カッセル方伯家から分かれた。家名は同家の最初の居城となったフィリップスタール城（Schloss Philippsthal）に由来する。

## 概要
ヘッセン＝カッセル方伯ヴィルヘルム6世の三男フィリップを始祖とする。フィリップは1685年、旧ヘルスフェルト修道院（Abtei Hersffed）領の一部だったクロイツベルク（Kreuzberg）を与えられ、町を自分の名前に因むフィリップスタール（現ヘッセン州カッセル行政管区ヘルスフェルト＝ローテンブルク郡）に改称した。そして1568年に廃止されたベネディクト会系のクロイツベルク修道院の遺構に、居城としてフィリップスタール城を建設させた。こうした経緯から同家は当初、ヘッセン＝クロイツベルク家（Hessen-Kreuzberg）と呼ばれることもあった。
1721年、フィリップの末息子ヴィルヘルムが分家としてヘッセン＝フィリップスタール＝バルヒフェルト家を創始した。1880年、ヘッセン＝フィリップスタール家は弟脈のバルヒフェルト家とともにヘッセン選帝侯国内に所有していた家族世襲財産（Familienfideikommiss）の放棄し、それと引き換えにフィリップスタール一族の個人財産（Privatfideikommiss）として年金30万マルク、ハーナウ城（Stadtschloss Hanau）、ローテンブルク城（Schloss Rotenburg）およびシェーンフェルト城（Schloss Schönfeld）をプロイセン政府により安堵された。
1925年、フィリップスタール家は最後の当主エルンストが独身のまま死去すると同時に断絶し、弟脈であるバルヒフェルト家の当主クロートヴィヒがフィリップスタール一族の家督を引き継ぐ形となった。

## ヘッセン＝フィリップスタール方伯家家長
- フィリップ（家督1685年 - 1721年） - 1685年、兄のヘッセン＝カッセル方伯カールよりクロイツベルクを分与される。
- カール1世（家督1721年 - 1770年）
- ヴィルヘルム（家督1770年 - 1810年）
- ルートヴィヒ（家督1810年 - 1816年）
- エルンスト・コンスタンティン（家督1816年 - 1849年）
- カール2世（家督1849年 - 1868年）
- エルンスト（家督1868年 - 1925年）